# Perscheid
Der Rheinhöhenort Perscheid ist eine Ortsgemeinde im Rhein-Hunsrück-Kreis in Rheinland-Pfalz. Sie gehört der Verbandsgemeinde Hunsrück-Mittelrhein an.

## Geographie
Perscheid liegt am östlichen Rand des Hunsrücks auf einem Bergkamm zwischen dem Rheintal und der A 61.
Nachbarorte von Perscheid sind die Städte Oberwesel im Nordosten und Bacharach im Südosten sowie die Ortsgemeinden Breitscheid im Süden, Liebshausen und Kisselbach im Südwesten, Wiebelsheim im Westen und Damscheid im Norden.

## Geschichte
Ausgrabungen und Grabstättenfunde um Perscheid lassen auf Besiedelungen während der Hallstattzeit (~1500–1200 v. Chr.) schließen. Funde (Münzen, Fundamente, Tempelfragmente) aus der Römerzeit deuten auf eine Siedlung aus dieser Zeit.
Eine erste urkundliche Erwähnung erfährt der Ort 1248 als Dorfschaft Perrischeit. Die Landeshoheit übte das Erzstift Trier aus. Nach der Besetzung des Linken Rheinufers durch französische Revolutionstruppen (1794) wurde der Ort französisch und gehörte von 1798 bis 1814 zur Mairie Wiebelsheim im Kanton Bacharach des Arrondissements Simmern im Rhein-Mosel-Departement. 1815 wurde die Region auf dem Wiener Kongress dem Königreich Preußen zugeordnet.
Nach dem Ersten Weltkrieg zeitweise französisch besetzt und nach dem Zweiten Weltkrieg der französischen Besatzungszone zugehörig, ist der Ort seit 1946 Teil des damals neu gebildeten Landes Rheinland-Pfalz.

## Politik

### Gemeinderat
Der Gemeinderat in Perscheid besteht aus acht Ratsmitgliedern, die bei der Kommunalwahl am 9. Juni 2024 in einer Mehrheitswahl gewählt wurden, und dem ehrenamtlichen Ortsbürgermeister als Vorsitzendem.

### Bürgermeister
Kurt Müller ist Ortsbürgermeister von Perscheid. Seit dem 14. November 2007 hatte Michael Jäckel das Amt inne, als er nach 18 ½ Jahren Hugo Hübel ablöste, der am 20. Mai 2007 sein Mandat niedergelegt hatte. Jäckel wurde zuletzt bei den Direktwahl 2014 mit 73 Prozent der Stimmen wiedergewählt. Nach dem Tod von Michael Jäckel im Frühjahr 2019 wurde Kurt Müller zum neuen Ortsbürgermeister gewählt. Bei der Direktwahl am 9. Juni 2024 wurde Müller als einziger Bewerber mit einem Stimmenanteil von 68,9 % für weitere fünf Jahre in seinem Amt bestätigt.

### Wappen
| Wappen von Perscheid | Blasonierung: „In silbern über Rot gespaltenem Schilde vorn ein rotes Balkenkreuz, hinten eine ausgerichtete silberne vierendige Hirschstange.“ |
| Wappen von Perscheid | |

## Kultur und Sehenswürdigkeiten

### Kulturdenkmal
In der Denkmalliste des Landes Rheinland-Pfalz (Stand: 2024) wird die Katholische Kirche St. Albanus in der Römerstraße, ein 1841 bis 1843 errichteter Saalbau, als Kulturdenkmal ausgewiesen.

### Natur
- Unweit des Ortes befindet sich der Hochwildschutzpark Rheinböllen.
- Südwestlich des Ortes schließt sich eines der größten Naturschutzgebiete von Rheinland-Pfalz an. Das angehende Hochmoor ist Heimat vieler seltener Pflanzenarten wie Orchideen, Seidelbast und Arnika. Hier findet man auch Siedlungsreste des untergegangenen Ortes Volkenbach, sowie römische Siedlungsspuren auf dem Hellenpütz und keltische Grabanlagen. Die Umgebung des Ortes ist von Grubenstollen  der Bacharacher Schiefergrube, sowie von ehemaligen Kupferbergwerken von Norden her durchsetzt.

## Wirtschaft und Infrastruktur
Perscheid wird von den Kreisstraßen K 86, K 88 und K 90 an das Straßennetz angeschlossen.